# 14. červen
14. červen je 165. den roku podle gregoriánského kalendáře (166. v přestupném roce). Do konce roku zbývá 200 dní. Svátek má Roland.

## Události

### Česko
- 1642 – Třicetiletá válka: Město Olomouc se vzdalo Švédům.
- 1894 – Při důlním neštěstí na Dole Františka v Karviné zahynulo 235 lidí.
- 1931 – Premiéra operetní revue Trampské milování Eduarda Ingriše v Praze se slavnou písní Temně hučí Niagara.
- 1945 – V Brně vzniklo nové Svobodné divadlo.
- 1948 – Klement Gottwald se stal prezidentem Československé republiky.
- 1951 – Brněnský básník Jan Zahradníček zatčen Státní bezpečností.
- 1964 – Uskutečnily se volby do Národního shromáždění, do všech stupňů národních výborů a volby soudců z lidu.

### Svět
- 1645 – Anglická občanská válka: klíčové střetnutí konfliktu Bitva u Naseby. Armáda krále Karla I. byla poražena parlamentaristickým vojskem vedeným Thomasem Fairfaxem a Oliverem Cromwellem.
- 1666 – Druhá anglo-holandská válka: Čtyřdenní bitva skončila těžkou porážkou Angličanů.
- 1777 – Kontinentální kongres schválil vlajku Grand Union Flag, předchůdkyni vlajky Spojených států amerických.
- 1800 – Napoleonské války: v bitvě u Marenga porazil Napoleon Bonaparte armádu rakouského generála barona Melase a opět ovládl Lombardii.
- 1807 – Napoleonské války: v bitvě u Friedlandu porazil Napoleon Bonaparte armádu ruského cara Alexandra I.
- 1822 – Anglický matematik a strojní inženýr Charles Babbage dokončil konstrukci prvního mechanického počítače na světě: diferenčního stroje s pohonem hodinovým strojem a programováním pomocí děrných štítků.
- 1940
  - Druhá světová válka: Němci obsadili Paříž.
  - V Německem okupovaném Polsku otevřeli nacisté koncentrační tábor v Auschwitzu nedaleko Krakova.
- 1949 – Prvním savcem v kosmu byla opice Albert II, která odstartovala na americké raketě V2. Svou misi však kvůli závadě na padáku nepřežila.
- 1951 – První komerčně využitelný počítač UNIVAC I dostává americký úřad pro sčítání lidu
- 1966 – Papež Pavel VI. zrušil Index librorum prohibitorum (Index zakázaných knih).
- 1967 – Sonda Mariner 5 odstartovala na svou cestu k Venuši.
- 1975 – Odstartovala Veněra 10.
- 1982 – Válka o Falklandy: britské jednotky dobyly Port Stanley. Toto vítězství, po němž bezpodmínečně kapitulovaly argentinské jednotky, přineslo ukončení konfliktu.
- 1985 – Podepsána Schengenská smlouva.
- 1989 – Bývalý president Ronald Reagan je pasován na rytíře anglickou královnou Alžbětou II.
- 1998 – Otevřením pro silniční dopravu byl plně zprovozněn most přes Velký Belt, spojující dánské ostrovy Sjælland a Fyn.
- 2013 – První let stroje Airbus A350.
- 2017 – V Londýně v noci ze 13. vypukl požár Grenfell Tower, který si vyžádal 72 obětí.

## Narození

### Česko

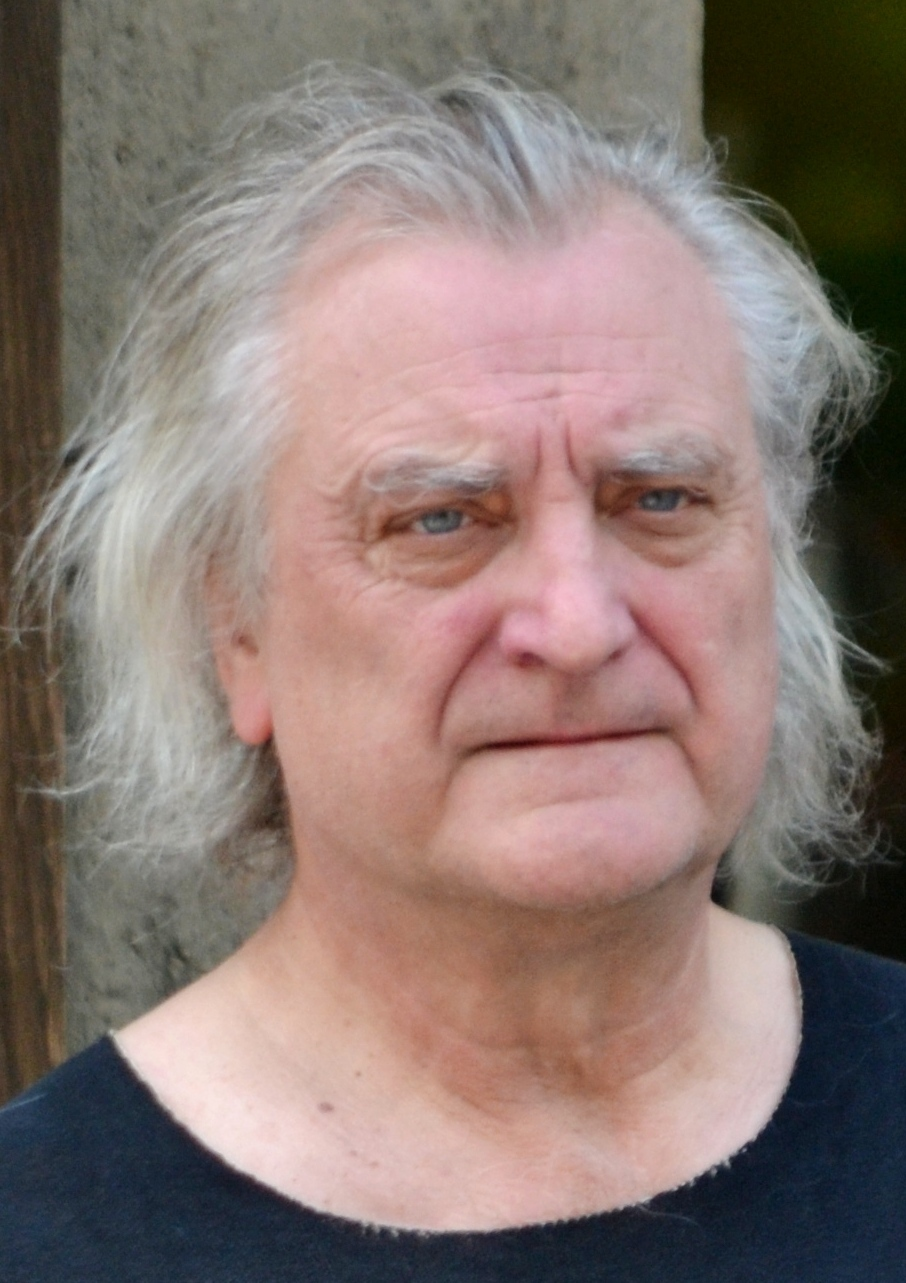
Bořek Šípek (* 1949)

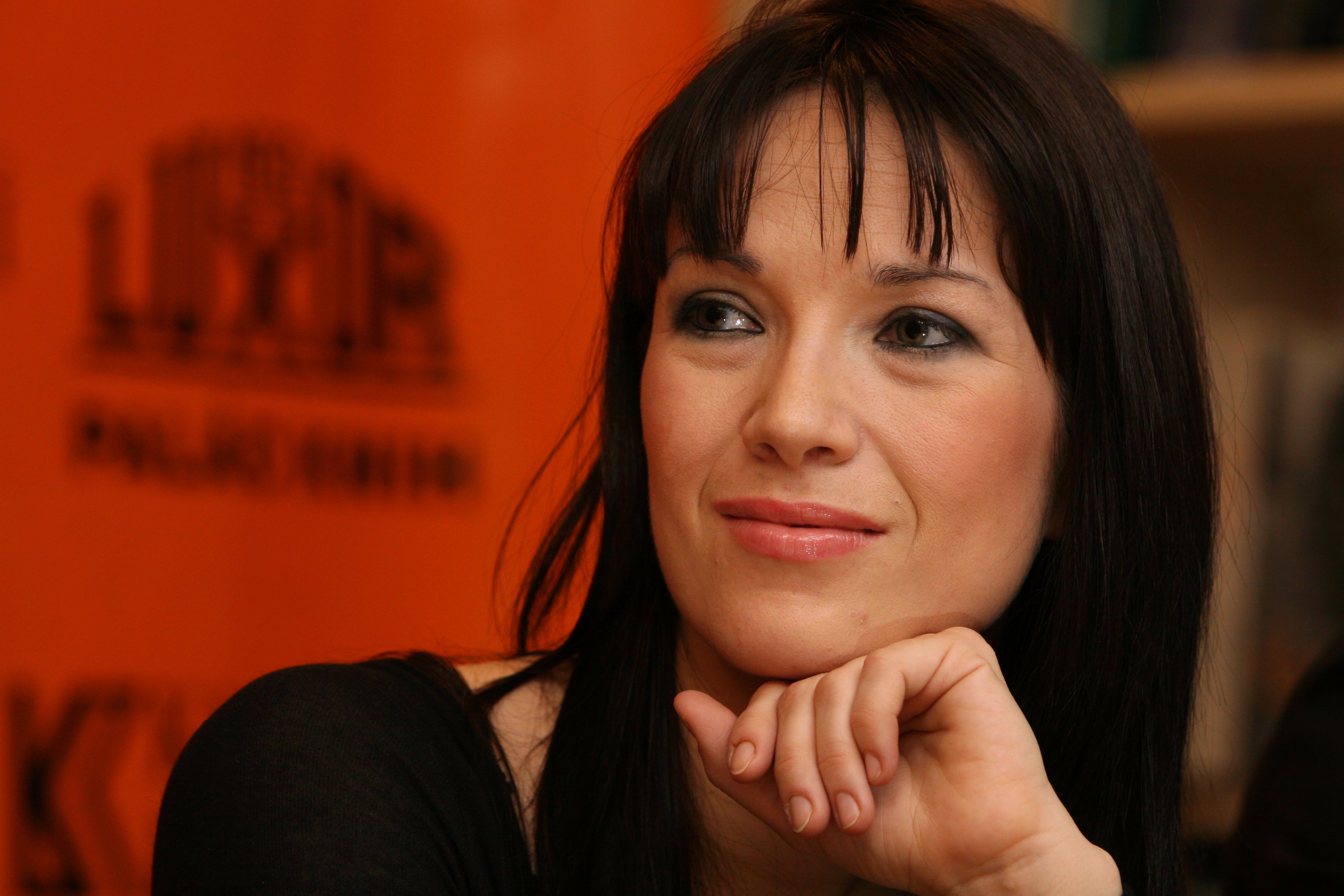
Tereza Kostková (* 1976)

- 1724 – Jan Křtitel Antonín Boháč, český lékař a přírodovědec († 16. října 1768)
- 1750 – Franz Konrad Bartl, matematik a fyzik († 28. října 1813)
- 1798 – František Palacký, spisovatel, historik a politik († 26. květen 1876)
- 1804 – František Sušil, moravský teolog a sběratel lidových písní († 31. května 1868)
- 1808 – Leopold Lažanský z Bukové, rakouský úředník a moravský místodržitel († 7. listopadu 1860)
- 1824 – Karel Svoboda, český malíř († 13. září 1870)
- 1844 – Ondřej Červíček, český herec a principál († 16. února 1928)
- 1857 – Ignaz Petschek, obchodník a průmyslník († 15. února 1934)
- 1864 – Josef Bárta, český malíř a grafik († 15. března 1919)
- 1869 – Bohumil Pták, operní pěvec († 4. února 1933)
- 1872 – Karel Engelmüller, český spisovatel a dramatik († 31. března 1950)
- 1876 –  Jan Charbula, pravoslavný novomučedník z období nacismu († 2. června 1942)
- 1877 – Adolf Ludvík Krejčík, český archivář a historik († 4. ledna 1958)
- 1878 – Heinrich Kremser, československý politik německé národnosti († 5. dubna 1947)
- 1881 – Betty Karpíšková, československá politička († 31. října 1942)
- 1891
  - Paul Engelmann, izraelský architekt a filozof moravského původu († 5. února 1965)
  - Ladislav Karel Feierabend, československý ekonom, ministr československých vlád († 15. srpna 1969)
  - Karel Hruška, zpěvák vážné i populární hudby († 17. října 1966)
  - Augustin Alois Neumann, historik a profesor církevních dějin († 26. prosince 1948)
- 1894 – Pavel Beneš, český letecký konstruktér († 31. května 1956)
- 1897
  - Mikuláš z Bubna-Litic, český šlechtic a politik, ministr zemědělství Protektorátu Čechy a Morava († 17. srpna 1954)
  - Adolf Schneeberger, český fotograf († 15. prosince 1977)
- 1903 – Ján Oliva, československý bankéř, politik († 12. června 1982)
- 1913 – Beno Blachut, operní pěvec († 10. leden 1985)
- 1917 – Stanislav Novák, teolog, kanovník Vyšehradské kapituly († 2. října 2006)
- 1923 – Karel Kašpárek, lékař, rozhlasový novinář a aktivista († 15. října 2008)
- 1924 – Jan Burka, malíř, grafik, sochař a básník († 4. září 2009)
- 1928 – Radslav Kinský, český imunobiolog, zakladatel reprodukční imunologie († 12. října 2008)
- 1930
  - Václav Břicháček, psycholog a skaut († 3. února 2010)
  - Josef Ceremuga, hudební skladatel a pedagog († 6. května 2005)
- 1932 – Miroslav Hroch, historik
- 1934 – Jindřich Fairaizl, publicista a režisér, spisovatel († 16. října 1993)
- 1936 – Jan Schmid, herec, režisér, kulturní publicista, textař a výtvarník
- 1937 – Jan Štěpánek, český a švýcarský lékař a politik († 6. června 2013)
- 1943
  - Kamil Janáček, český ekonom († 20. září 2023)
  - Otakar Mareček, český veslař, bronz na OH 1972
- 1944 – Ladislav Janouch, český sochař
- 1949
  - Bořek Šípek, výtvarník, architekt, designér  († 13. února 2016)
  - Petr Vavroušek, lingvista, indolog, chetitolog a indoevropeista († 14. února 2015)
- 1951 – Petar Introvič, hudebník
- 1952 – Antonín Koníček, trumpetista, kapelník a skladatel
- 1958 – Jiří Hromada, herec a gay aktivista († 14. října 2024)
- 1974
  - Petr Svěcený, sportovní moderátor a komentátor
  - Monika Babišová, manželka bývalého českého premiéra Andreje Babiše a designérka interiérů
- 1976 – Tereza Kostková, herečka a moderátorka

### Svět

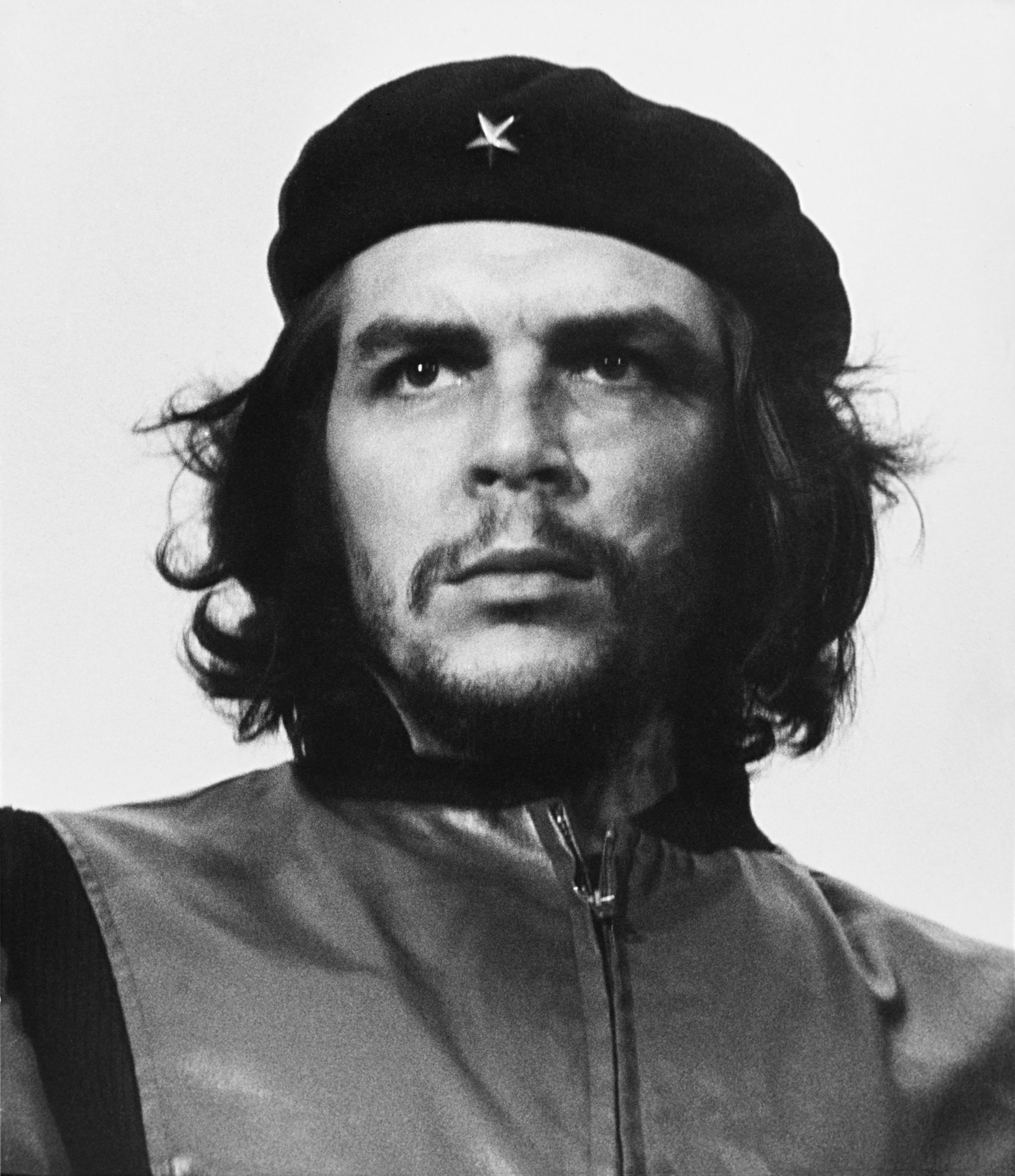
Che Guevara (* 1928)

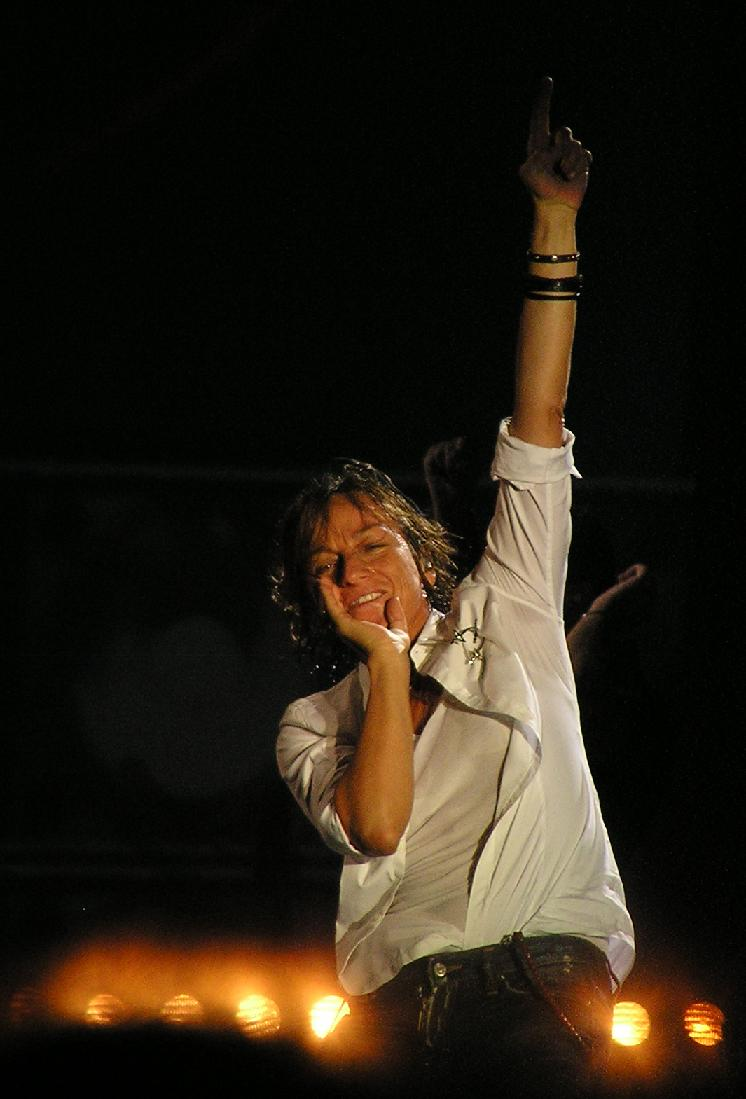
Gianna Nannini (* 1954)

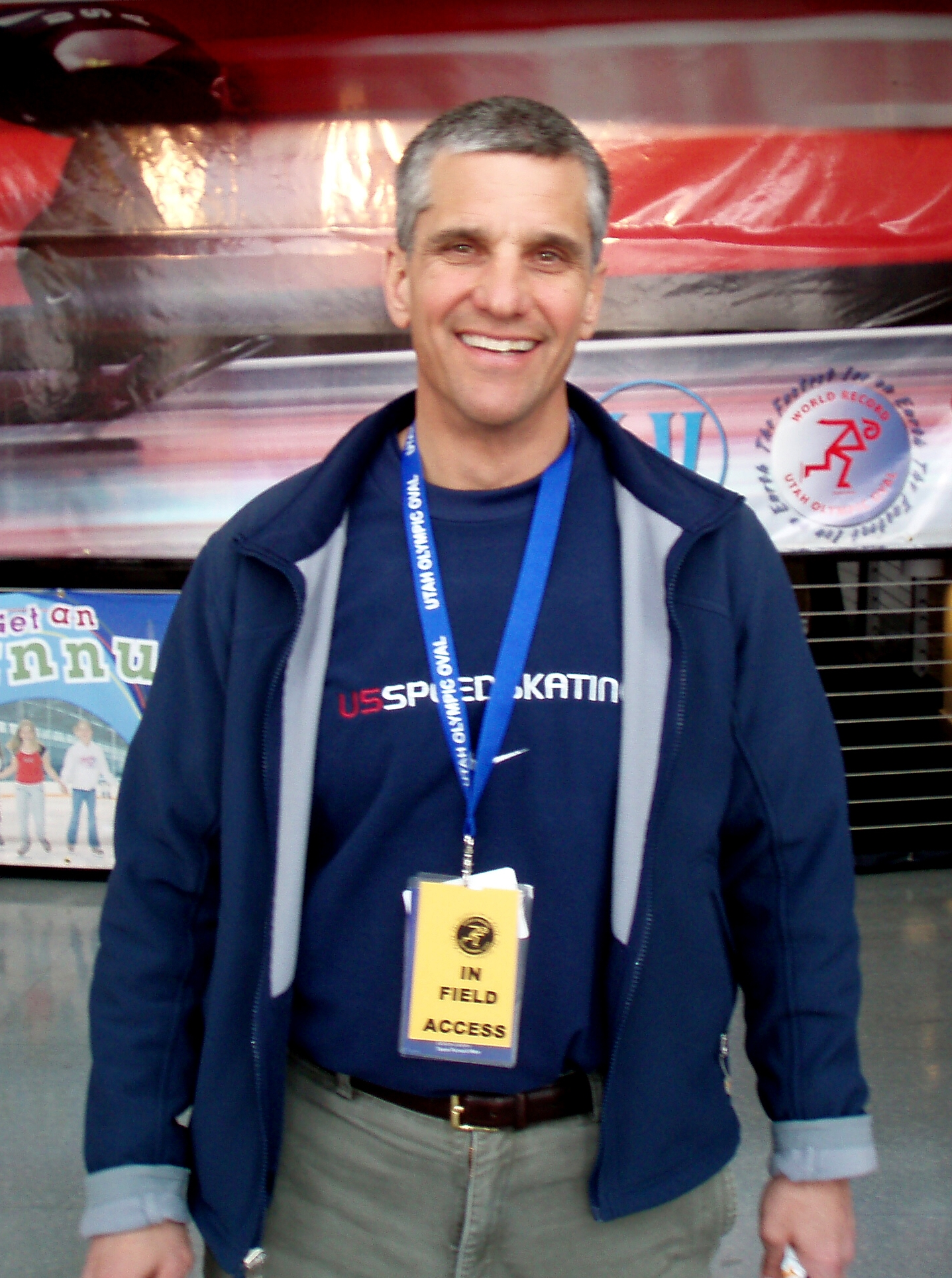
Eric Heiden (* 1958)

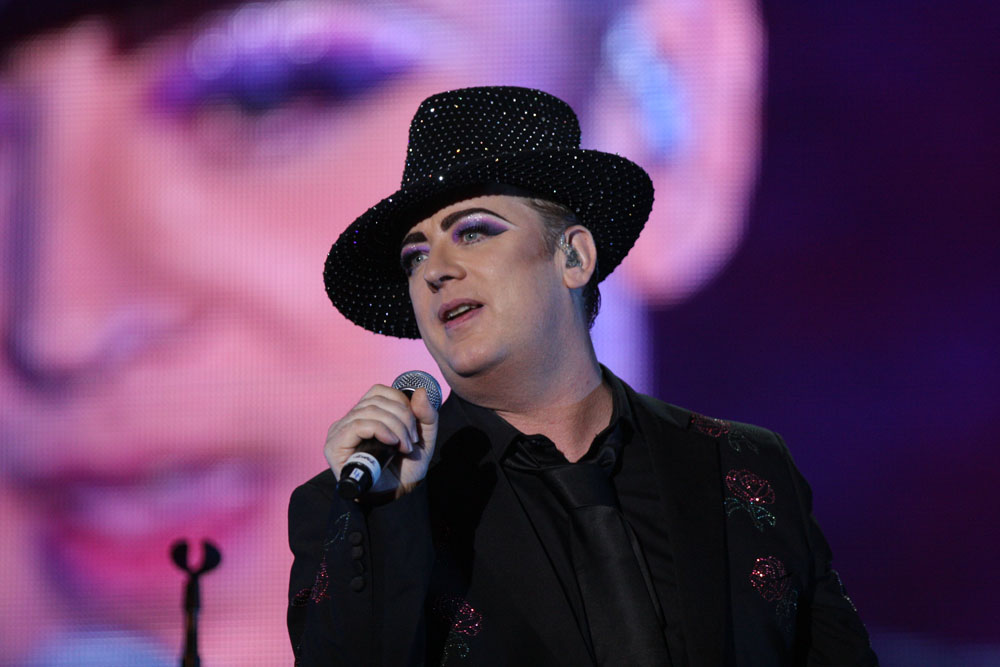
Boy George (* 1961)

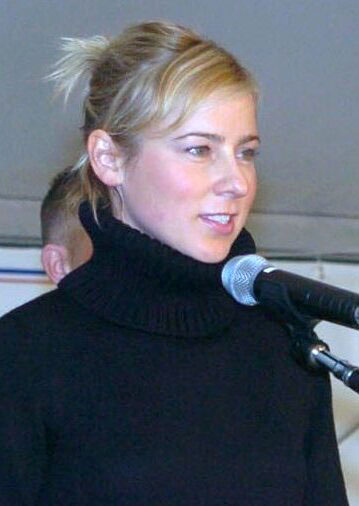
Traylor Howard (* 1966)

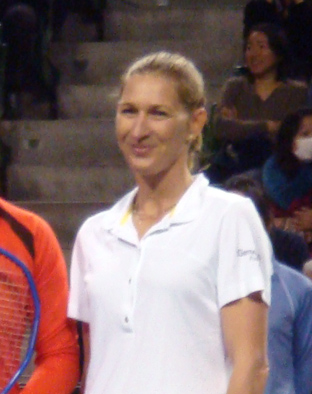
Steffi Grafová (* 1969)

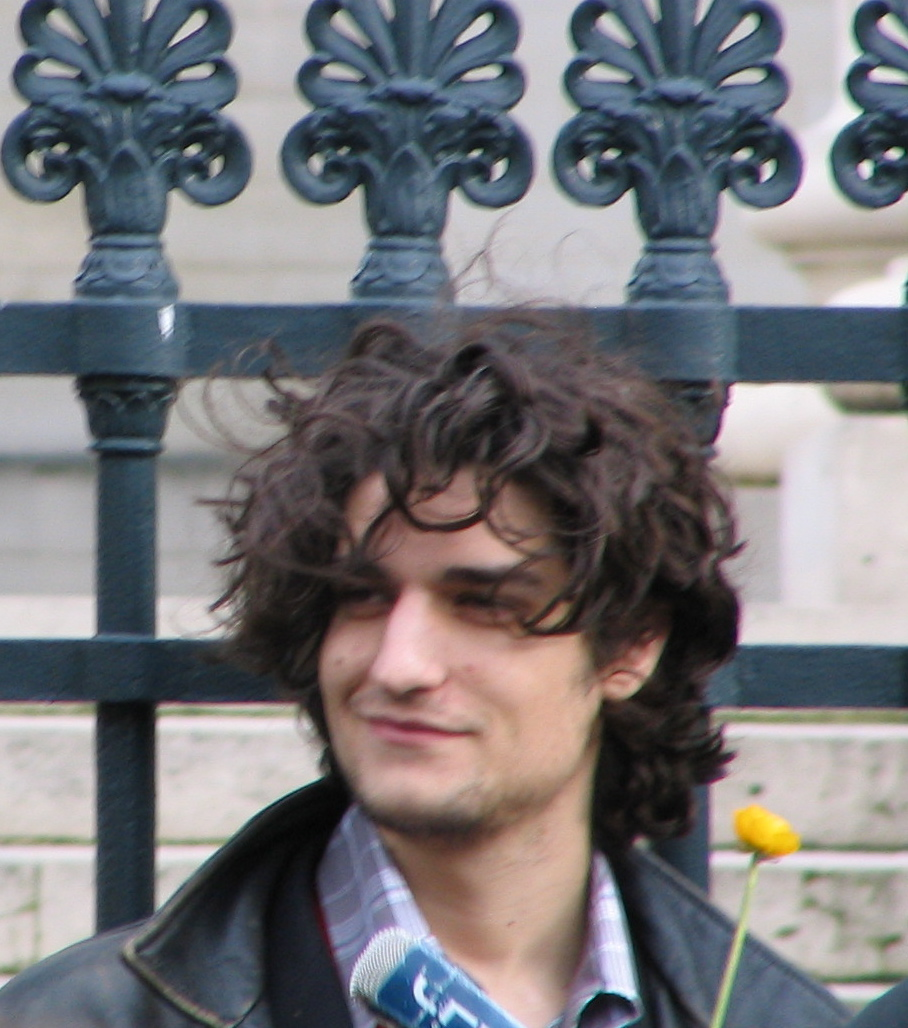
Louis Garrel (* 1983)

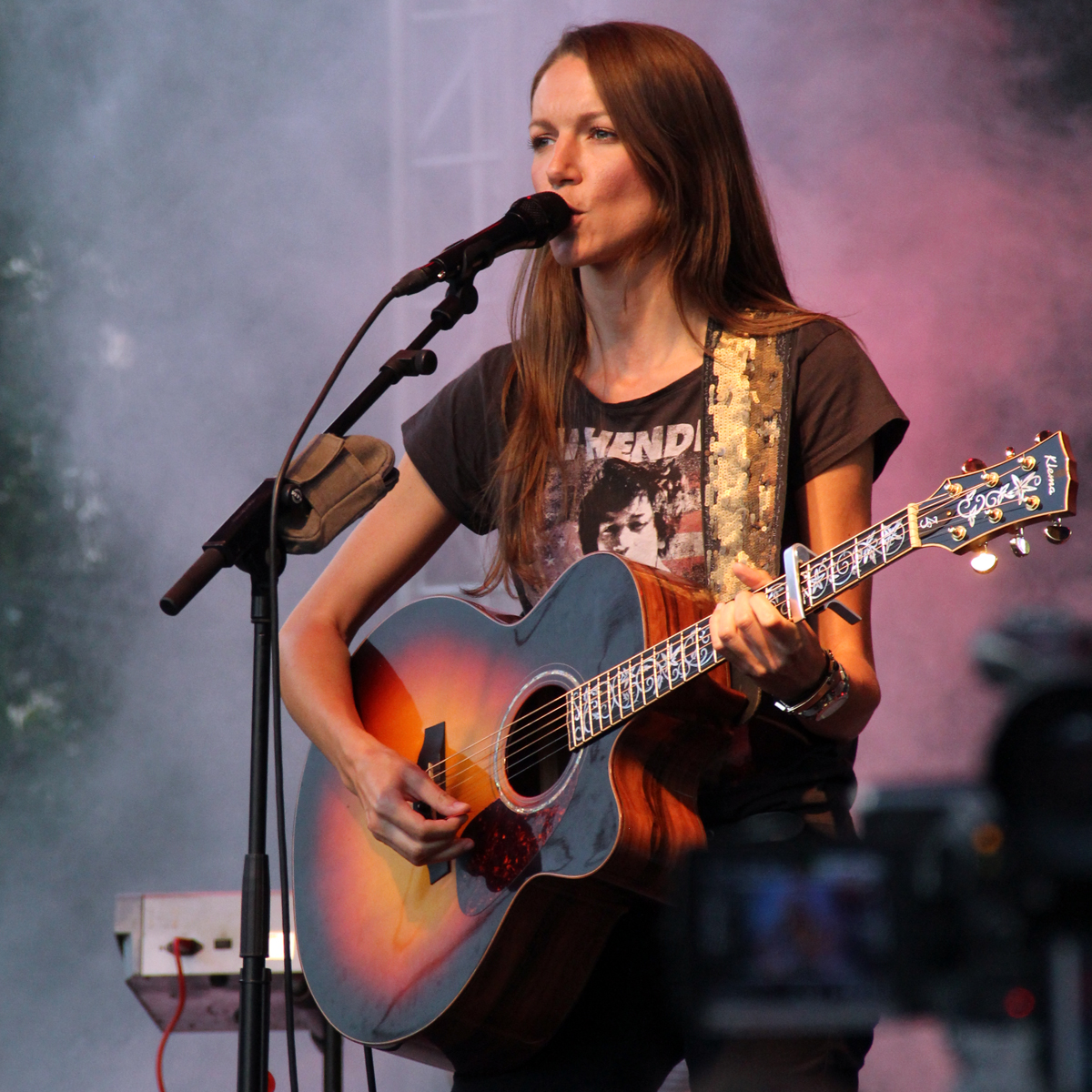
Zuzana Smatanová (* 1984)

- 1529 – Ferdinand II. Tyrolský, rakouský arcivévoda, místodržitel v českých zemích, Ferdinanda I. Habsburského a Anny Jagellonské († 24. ledna 1595)
- 1726 – James Hutton, skotský geolog († 26. března 1797)
- 1730 – Antonio Sacchini, italský hudební skladatel, představitel neapolské operní školy († 6. října 1786)
- 1736 – Charles-Augustin de Coulomb, francouzský fyzik († 23. srpna 1806)
- 1772 – Gustaf Johan Billberg, švédský botanik, zoolog a anatom († 26. listopadu 1844)
- 1811
  - Antoni Norbert Patek, polskošvýcarský hodinář († 1. března 1877)
  - Harriet Beecher Stowe, americká spisovatelka († 1896)
  - Saliha Sultan, osmanská princezna a dcera sultána Mahmuda II. († 19. února 1843)
- 1816 – Priscilla Tylerová, snacha 10. prezidenta USA Johna Tylera, první dáma († 29. prosince 1889)
- 1832 – Nicolaus Otto, německý konstruktér a vynálezce († 26. ledna 1891)
- 1837
  - Walery Rzewuski, polský fotograf a komunální politik († 18. listopadu 1888)
  - John Thomson, skotský fotograf a cestovatel († 29. září 1921)
- 1856
  - Dimitr Blagoev, bulharský politik († 7. května 1924)
  - Andrej Markov, ruský matematik († 20. července 1922)
- 1864 – Alois Alzheimer, německý psychiatr († 19. prosinec 1915)
- 1868 – Karl Landsteiner, rakouský biolog a lékař († 26. června 1943)
- 1870 – Sofie Pruská, řecká královna († 1932)
- 1888 – John Theodore Buchholz, americký botanik († 1. června 1951)
- 1889 – Jasunari Kawabata, japonský spisovatel, nositel Nobelovy ceny za literaturu († 16. dubna 1972)
- 1894
  - Marie-Adléta Lucemburská, dcera velkovévody Viléma IV. Lucemburského († 24. ledna 1924)
  - José Carlos Mariátegui, peruánský novinář a marxistický politik († 16. dubna 1930)
- 1895 – John James Adams, kanadský hokejista, trenér a manažer († 2. května 1968)
- 1898 – Silvestr Braito, katolický kněz, teolog, básník, publicista a překladatel († 25. září 1962)
- 1899
  - Roger Houdet, francouzský politik († 25. srpna 1987)
  - John Spellman, americký zápasník, zlato na OH 1924 († 1. srpna 1966)
- 1903
  - Pavol Blaho, slovenský a exilový politik († 1987)
  - Alonzo Church, americký matematik († 11. srpna 1995)
- 1904 – Margaret Bourke-Whiteová, americká fotografka († 27. srpna 1971)
- 1906 – Heinrich Schwarz, německý válečný zločinec († 20. března 1947)
- 1910 – David Zehavi, izraelský hudební skladatel († 26. října 1977)
- 1911 – Lina Heydrichová, manželka Reinharda Heydricha († 14. srpna 1985)
- 1912 – Annibale Bugnini, italský kněz, vůdčí osobnost liturgické reformy († 3. července 1982)
- 1916
  - Ja'akov Talmon, izraelský profesor moderních dějin († 16. června 1980)
  - Georg Henrik von Wright, finsko-švédský filozof († 16. června 2003)
- 1917 – Atle Selberg, norský matematik († 6. srpna 2007)
- 1921 – Eric Laithwaite, anglický elektrotechnický inženýr, vynálezce († 27. listopadu 1997)
- 1922
  - Ján Mathé, slovenský sochař († 5. června 2012)
  - Kevin Roche, americký architekt († 1. března 2019)
  - Lieselotte Düngel-Gillesová, německá spisovatelka knih pro děti a mládež
- 1923 – Viera Husáková, druhá manželka československého prezidenta Gustáva Husáka († 20. října 1977)
- 1925
  - Serge Moscovici, rumunsko-francouzský sociální psycholog († 16. listopadu 2014)
  - Pierre Salinger, americký novinář († 16. října 2004)
  - Iván Darvas, maďarský herec a divadelní režisér († 3. června 2007)
- 1928
  - Ernesto Che Guevara, argentinský revolucionář († 9. října 1967)
  - José F. Bonaparte, argentinský paleontolog († 18. února 2020)
- 1932 – Henri Schwery, švýcarský kardinál
- 1933
  - Henri d'Orléans, pretendent francouzského trůnu z rodu Orléans
  - Jerzy Kosiński, anglicky píšící spisovatel polského původu († 3. května 1991)
  - Matti Suuronen, finský architekt († 16. dubna 2013)
- 1937
  - Emília Došeková, slovenská herečka, zpěvačka a televizní scenáristka
  - Jørgen Leth, dánský filmový režisér a básník
- 1941 – Pavel Hrúz, slovenský spisovatel († 2008)
- 1942 – Mila Haugová, slovenská básnířka a překladatelka
- 1945
  - Rod Argent, britský klávesista a zpěvák
  - David L. Cornwell, americký politik († 2. listopadu 2012)
- 1946 – Donald Trump, americký obchodník
- 1947 – Barry Melton, americký kytarista a zpěvák
- 1948 – Steve Hunter, americký rockový kytarista
- 1949
  - Harry Turtledove, americký spisovatel sci-fi
  - Alan White, anglický rockový bubeník (Yes)
  - Piet Keizer, nizozemský fotbalista
  - Rockette Morton, americký hudebník
- 1953 – David Thomas, americký zpěvák a hudební skladatel, člen skupiny Pere Ubu († 23. dubna 2025)
- 1954
  - Chuang Ťien-sin, čínský filmový režisér
  - Gianna Nannini, italská zpěvačka a skladatelka populární hudby
- 1956 – King Diamond, dánský heavy metalový hudebník a zpěvák
- 1958
  - Eric Heiden, americký rychlobruslař a cyklista, olympijský vítěz
  - Robin Llwyd ab Owain, britský básník a spisovatel velšského původu
  - Kenny Drew mladší, americký klavírista († 3. srpna 2014)
- 1959 – Marcus Miller, jazzový baskytarista
- 1961 – Boy George, britský zpěvák a skladatel (Culture Club)
- 1966 – Traylor Howard, americká herečka
- 1969
  - Éric Desjardins, kanadský hokejista
  - Steffi Grafová, německá tenistka
- 1982 – Lang Lang, čínský pianista
- 1983 – Louis Garrel, francouzský herec
- 1984 – Zuzana Smatanová, slovenská pop-rocková zpěvačka
- 1991 – Jesy Nelson, členka anglické dívčí skupiny Little mix
- 1995 – Katja Kadič, slovinská sportovní lezkyně

## Úmrtí

### Česko
- 0976 – Áron Bulharský, bulharský vládce (* ?)
- 1357 – Markéta z Rožmberka, dcera Jindřicha z Rožmberka (* ?)
- 1781 – Francisco Zeno, matematik, astronom a geolog a paleontolog (* 7. ledna 1734)
- 1830 – Václav Leopold Chlumčanský z Přestavlk a Chlumčan, pražský arcibiskup (* 15. listopadu 1749)
- 1887 – Ignác Vondráček, ostravský důlní podnikatel (* 13. ledna 1819)
- 1891 – František Wichterle, prostějovský podnikatel (* 23. září 1840)
- 1896 – František Sequens, malíř (* 21. listopadu 1836)
- 1904 – Karel Šimanovský, divadelní herec a režisér (* 4. listopadu 1826)
- 1913 – Adolf Frumar, český pedagog (* 1850)
- 1921 – Karel Förster, houslista, varhaník a hudební skladatel (* 2. června 1855)
- 1922 – Gustav Schreiner, předlitavský politik pocházející z Čech (* 11. června 1847)
- 1926 – Karel Wellner, český malíř (* 5. března 1875)
- 1930 – Otakar Svoboda, československý politik (* 24. října 1880)
- 1936 – Karel Goszler, fotograf (* 12. prosince 1865)
- 1940 – Václav Hradecký, český malíř (* 21. října 1867)
- 1941 – Edvard Beaufort, český nakladatel a redaktor (* 31. května 1860)
- 1943 – Emanuel Hauner, český spisovatel a překladatel (* 24. prosince 1875)
- 1944
  - Max Kühn, liberecký architekt (* 8. října 1877)
  - Lubor Niederle, archeolog, antropolog, etnograf (* 20. září 1865)
- 1947 – František Krásný, český architekt (* 6. července 1865)
- 1962 – Otto Černín, rakouský diplomat (* 27. srpna 1875)
- 1973 – Jan Stallich, kameraman (* 19. března 1907)
- 1983 – Dalibor Chalupa, český učitel, spisovatel a rozhlasový redaktor (* 27. ledna 1900)
- 1985 – Jiřina Popelová, filozofka a komenioložka (* 29. února 1904)
- 1998 – Evžen Sokolovský, divadelní a televizní režisér (* 8. srpna 1925)
- 1999 – Jan Bonaventura, český filmový a televizní režisér (* 21. března 1943)
- 2005 – Leoš Suchařípa, herec a překladatel (* 16. února 1932)
- 2009
  - Ludmila Eckertová, česká fyzička (* 6. července 1924)
  - Liselotte Teltscherová, rostlinná fyzioložka (* 18. listopadu 1921)
- 2010 – Jaroslav Škarvada, biskup (* 14. září 1924)
- 2012 – Jaroslav Šabata, levicový politik, filozof, psycholog a politolog, disident, mluvčí Charty 77 a politický vězeň (* 2. listopadu 1927)
- 2014 – Alexandr Ort, historik a politolog (* 20. září 1926)

### Svět

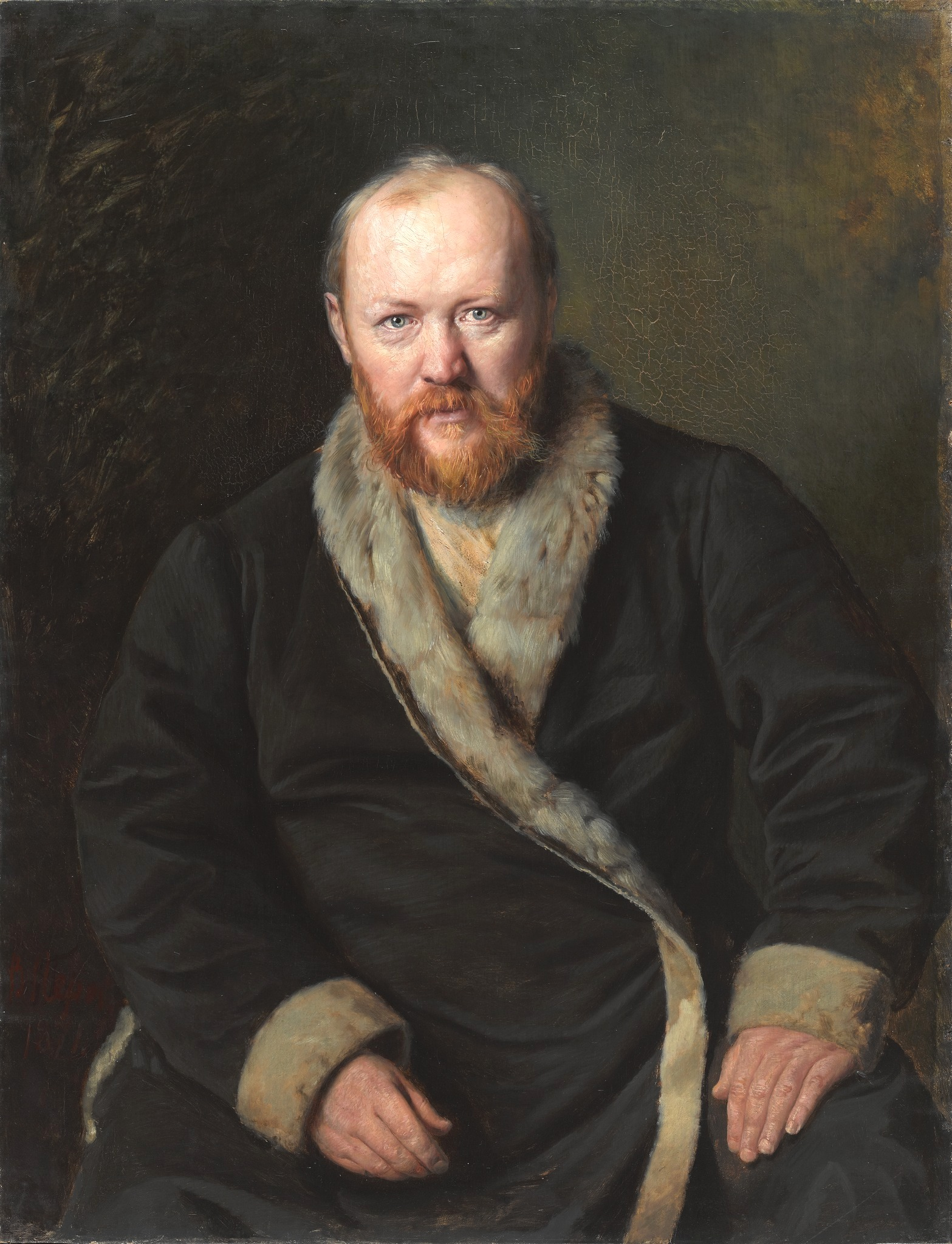
Alexander Nikolajevič Ostrovskij († 1886)

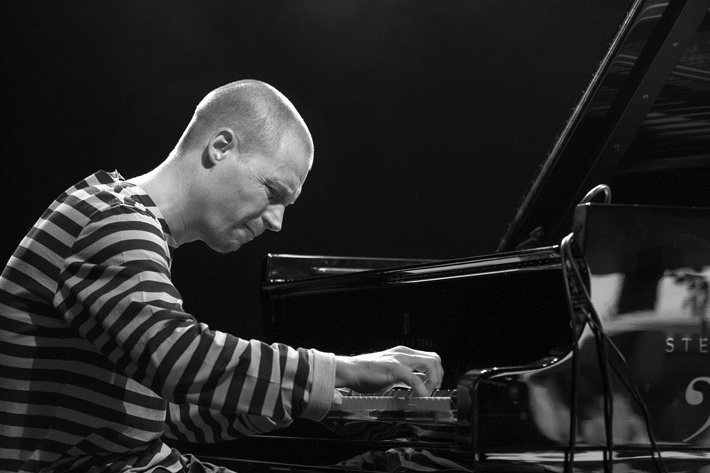
Esbjörn Svensson († 2008)

- 1156 – Čchin-cung, čínský císař z dynastie Sung (* 23. května 1100)
- 1206 – Adéla ze Champagne, francouzská královna, třetí manželka Ludvíka VII. (* 1140)
- 1497 – Juan Borgia, syn papeže Alexandra VI (* 1476)
- 1544 – Antonín Lotrinský, lotrinský vévoda (* 4. června 1489)
- 1594 – Orlando di Lasso, vlámský hudební skladatel (* 1532)
- 1711 – Jan Vilém Friso, místodržitel nizozemské provincie Frísko (* 4. srpna 1687)
- 1733 – Kateřina Ivanovna, dcera ruského cara Ivana V. (* 29. října 1691)
- 1746 – Colin Maclaurin, skotský matematik (* únor 1698)
- 1800
  - Jean-Baptiste Kléber, francouzský generál (* 1753)
  - Louis-Charles-Antoine Desaix, francouzský generál (* 1768)
- 1813 – James Donn, britský botanik (* 1758)
- 1825 – Pierre Charles L'Enfant, francouzsko-americký architekt a zeměměřič (* 2. srpna 1754)
- 1837 – Giacomo Leopardi, italský básník (* 1798)
- 1853 – Zacharij Zograf, bulharský malíř (* 8. října 1810)
- 1865 – Benjamin Gompertz, anglický matematik (* 5. března 1779)
- 1875 – Heinrich Louis d'Arrest, německý astronom (* 1822)
- 1876 – Elkanah Billings, kanadský paleontolog (* 5. května 1820)
- 1886 – Alexandr Nikolajevič Ostrovskij, ruský dramatik (* 1823)
- 1903 – Carl Gegenbaur, německý anatom (* 21. srpna 1826)
- 1908 – Frederick Stanley, šestnáctý hrabě Derby, generální guvernér Kanady (* 15. ledna 1841)
- 1909 – Witold Wojtkiewicz, polský malíř (* 29. prosince 1879)
- 1911 – Johan Svendsen, norský skladatel, dirigent a houslista (* 1840)
- 1907 – Adolf Daens, vlámský kněz, politik a sociální aktivista (* 18. prosince 1839)
- 1914 – Adlai E. Stevenson, 23. viceprezident Spojených států amerických (* 23. října 1835)
- 1920 – Max Weber, německý sociolog a ekonom (* 1864)
- 1923
  - Aleksandar Stambolijski, premiér Bulharska (* 1. března 1879)
  - Leo von Bilinski, předlitavský šlechtic a politik (* 15. června 1846)
- 1926 – Mary Cassatt, americká malířka (* 1844)
- 1927 – Jerome Klapka Jerome, anglický spisovatel (* 2. května 1859)
- 1928 – Emmeline Pankhurstová, anglická politická aktivistka (* 1858)
- 1933 – Hans Prinzhorn, německý psychiatr a historik umění (* 6. června 1886)
- 1936 – Gilbert Keith Chesterton, anglický spisovatel (* 1874)
- 1938 – William Wallace Campbell, americký astronom (* 1862)
- 1942 – Heinrich Vogeler, německý malíř, grafik, architekt (* 12. prosince 1872)
- 1946 – John Logie Baird, vynálezce prvního televizoru (* 13. srpna 1888)
- 1968
  - Karl-Birger Blomdahl, švédský hudební skladatel (* 19. října 1916)
  - Salvatore Quasimodo, italský překladatel a básník, nositel Nobelovy ceny za literaturu (* 1901)
- 1970 – Roman Ingarden, polský fenomenologicky orientovaný filosof, estetik a literární teoretik (* 1893)
- 1976 – Knut Dánský, dánský princ (* 27. července 1900)
- 1981 – Alberto Winkler, italský veslař, olympijský vítěz (* 13. února 1932)
- 1986
  - Alan Jay Lerner, americký skladatel a libretista (* 31. srpna 1918)
  - Jorge Luis Borges, argentinský spisovatel (* 1899)
- 1994 – Henry Mancini, americký hudební skladatel, dirigent a aranžér (* 1924)
- 1995
  - Roger Zelazny, americký spisovatel sci-fi (* 1937)
  - Rory Gallagher, irský blues/rockový kytarista (* 1948)
- 1998 – Éric Tabarly, francouzský námořník a jachtař (* 24. července 1931)
- 2001 – Tibor Andrašovan, slovenský skladatel a dirigent (* 3. dubna 1917)
- 2005 – Carlo Maria Giulini, italský dirigent (* 9. května 1914)
- 2007 – Kurt Waldheim, bývalý generální tajemník OSN a prezident Rakouska (* 1918)
- 2008 – Esbjörn Svensson, švédský jazzový pianista (* 1964)
- 2010 – Leonid Kizim, vojenský letec a sovětský kosmonaut (* 5. srpna 1941)
- 2012
  - Margie Hyams, americká jazzová vibrafonistka a klavíristka (* 9. srpna 1920)
  - Yvette Wilson, americká herečka (* 6. března 1964)
  - Gitta Sereny, v Rakousku narozená britská spisovatelka a novinářka (* 13. března 1921)
  - Rosalie Bertellová, kanadská vědecká pracovnice, spisovatelka a environmentální aktivistka (* 4. dubna 1929)

## Svátky

### Česko
- Roland
- Basil, Bazil, Vasil
- Elizej, Elizeus
- Herta
- Anastáz
- Petka

Slovensko
- Vasil

### Svět
- Světový den dárců krve
- USA: Den americké vlajky (Flag Day)
- USA: Baltic Freedom Day
- Afghánistán: Den matek
- Paraguay: Chaco den míru
- Estonsko: Leinapäev (Pamětní den sovětské deportace)
- Litva: Smuteční den sovětské deportace

### Liturgický kalendář
- Sv. Anastasius
- Sv. Jana Scopelliová
- sv. Gottschalk

| 14. červen v pražském KlementinuÚdaje jsou platné k 29. 4. 2025. | 14. červen v pražském KlementinuÚdaje jsou platné k 29. 4. 2025. | 14. červen v pražském KlementinuÚdaje jsou platné k 29. 4. 2025. |
| minimum                                                          | denní průměr                                                     | maximum                                                          |
| ---------------------------------------------------------------- | ---------------------------------------------------------------- | ---------------------------------------------------------------- |
| 5,5 °C (1874)                                                    | 18,4 °C (od 1961)                                                | 33,2 °C (1930)                                                   |